# 伊戈尔·贾洛申斯基
伊戈尔·耶希耶列维奇·贾洛申斯基（俄語：И́горь Ехие́льевич Дзялоши́нский，羅馬化：Igor Ekhielevich Dzyaloshinskii，或译贾拉辛斯基，1931年2月1日—2021年7月14日），苏联俄罗斯理论物理学家，苏联科学院通讯院士，苏联国家奖获得者。

## 生平
贾洛申斯基1931年生于莫斯科，1953年毕业于莫斯科国立大学(又译：勒马诺瑟夫大学，Московский государственный университет имени М. В. Ломоносова)，后前往苏联科学院理论物理研究所(现朗道理论物理研究所), 1957年博士毕业，主要研究工作为弱铁磁（导师：朗道）。他是 朗道理论物理研究所 奠基人之一。
1974年起，任苏联科学院通讯院士。自1992年，任加利福尼亞大學爾灣分校教授, 直至荣休。
从1958年到1961年，与 阿列克谢·阿列克谢耶维奇·阿布里科索夫 和 列夫·彼得洛维奇·戈尔科夫（Лев Петрович Горьков）一起发表文章，将量子场论方法应用于统计物理（例如超导和多体理论）。此三人亦合著一著名教科书，1961年俄语版出版，1963年英译版出版。 主要研究磁性相变，结晶和低维系统的统计力学。 他参与建立了多体理论中Matsubara表述方式(Takeo Matsubara, 1955)且将Diagram方法用于有限温的输运问题。
1972年，他获得了勒马诺索夫奖.1974年成为苏联科学院 Sowjetischen Akademie der Wissenschaften通讯院士。 1981年，获得劳动红旗勋章。1984年获得苏联国家奖。 1989与戈尔科夫和阿布里科索夫一同获得朗道奖。1991年美国艺术与科学院院士。
自1996年成为美国物理学会会士。
2002年美國科學促進會。

## 著作
- Abrikosov, Gorkov, Dzyaloshinskii „Quantum field theory methods in statistical physics“, Prentice Hall 1963, 2. Auflage Pergamon Press 1965, Neuauflage Dover 1977
- Gorkov, Abrikosov, Dzyaloshinski On the application of Quantum field theory methods to problems of quantum statistics at finite temperature, Sov.Phys.JETP, Bd. 9, 1959, S. 636 (JETP, Bd. 36, 1959, S. 900)

## 报道
- Abrikosov und andere: Igor' Ekhiel'evich Dzyaloshinskii (on his seventieth birthday), Phys. Uspekhi, Bd. 44, 2001, S. 213

## 所获荣誉
- 1972 — 勒马诺索夫奖 (Mikhail Lomonosov)
- 1975 — орден «Знак Почёта»[4]
- 1981 — 劳动红旗勋章[4]
- 1984 — 苏联国家奖 Государственной премии СССР
- 1989 — 朗道奖Премия имени Л. Д. Ландау
- 1991 — 美国艺术与科学院名誉外籍院士